# Мирненська селищна територіальна громада (Херсонська область)
Мирненська селищна громада — територіальна громада в Україні, в Скадовському районі Херсонської області. Адміністративний центр — селище Мирне.
Площа громади — 180,57 км², населення — 3926 мешканців (2017).
Утворена 8 вересня 2016 року шляхом об'єднання Мирненської селищної ради і Червоночабанської сільської ради Каланчацького району.

## Населені пункти
До складу громади входять 1 селище (Мирне) і 6 сіл: Каїрка, Макарівка, Пам'ятник, Польове, Преображенка та Ставки.